# Філіпп Мвене
Філіпп Мвене (нім. Phillipp Mwene, нар. 29 січня 1994, Відень, Австрія) — австрійський футболіст кенійського походження, фланговий захисник німецького клубу «Майнц» та національної збірної Австрії.

## Клубна кар'єра
Філіпп Мвене народився у Відні. Є вихованцем столичного клубу «Аустрія». У 2010 році Мвене приєднався до академії німецького клубу «Штутгарт». Три сезони Мвене виступав за дублюючий склад команди у Регілнальній лізі чемпіонату Німеччини. У 2016 році він перейшов до складу «Кайзерслаутерна» і дебютував у Другій Бундеслізі. За два роки на правах вільного агента Мвене приєднався до клубу Бундесліги «Майнц 05».
Влітку 2021 року Філіпп Мвене також як вільний агент перейшов до нідерландського ПСВ. Вже у липні він дебютував у складі нідерландського клубу у матчі кваліфікації Ліги чемпіонів проти турецького «Галатасарая». А у серпні Мвене зіграв свій перший матч у Ередивізі.

## Збірна
З 2014 по 2016 роки Філіпп Мвене виступав у складі молодіжної збірної Австрії. У вересні 2022 року у матчі кваліфікації до чемпіонату світу 2022 року проти команди Ізраїлю Мвене дебютував у національній збірній Австрії.

## Статистика виступів

### Статистика виступів за збірну
Станом на 12 вересня 2023 року
| Дата       | Місто     | Господарі | Результат | Гості       | Турнір            | Голи | Примітки |
| ---------- | --------- | --------- | --------- | ----------- | ----------------- | ---- | -------- |
| 4-9-2021   | Хайфа     | Ізраїль   | 5 – 2     | Австрія     | Відбір до ЧС 2022 | -    |          |
| 16-11-2022 | Малага    | Андорра   | 0 – 1     | Австрія     | товариський матч  | -    | 46'      |
| 20-11-2022 | Відень    | Австрія   | 2 – 0     | Італія      | товариський матч  | -    | 72'      |
| 24-3-2023  | Пашинг    | Австрія   | 4 – 1     | Азербайджан | Відбір до ЧЄ 2024 | -    |          |
| 27-3-2023  | Пашинг    | Австрія   | 2 – 1     | Естонія     | Відбір до ЧЄ 2024 | -    |          |
| 17-6-2023  | Брюссель  | Бельгія   | 1 – 1     | Австрія     | Відбір до ЧЄ 2024 | -    | 46'      |
| 20-6-2023  | Відень    | Австрія   | 2 – 0     | Швеція      | Відбір до ЧЄ 2024 | -    |          |
| 12-9-2023  | Стокгольм | Швеція    | 1 – 3     | Австрія     | Відбір до ЧЄ 2024 | -    | 45' 72'  |
| Усього     |           | Матчів    | 8         |             | Голів             | 0    |          |

## Титули і досягнення
ПСВ
 Переможець Суперкубка Нідерландів: 2021, 2022, 2023
 Переможець Кубка Нідерландів: 2021-22, 2022-23